# Tanis (Egypte)
Tanis is een oud-Egyptische stad in de Nijldelta.

## De naam
De oude Egyptenaren noemden de stad Djanet. De Grieken noemden het Tanis (Grieks: Τάνις). De Hebreeuwse naam (zoals voorkomend in de Bijbel) is Soan of Zoan. Tegenwoordig staat de plek bekend als San el-Hagar.

## Historie van de stad

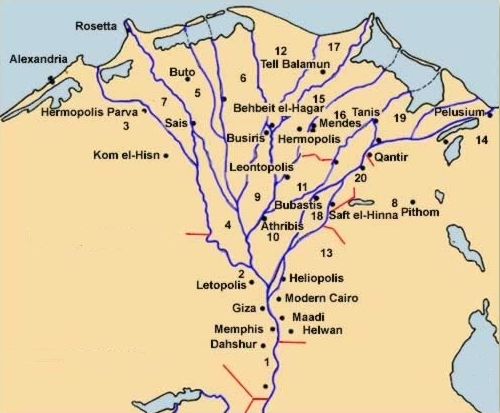
Kaartje met de nomen van Neder-Egypte.

De stad werd al vroeg ingedeeld in de 19e nome van Neder-Egypte.  De stad was een van de belangrijkste steden in de Delta.
Ronde de 21e en 22e dynastie van Egypte werden er koningen begraven bij de tempel van Amon. Rond de Late tijd was Tanis de hoofdstad van 19e nomos en ook een handelsstad voordat de rol werd overgenomen door Naukratis en later door Alexandrië.
Tot in de Grieks-Romeinse tijd werd er gebouwd, door Ptolemaeus II werd een tempel voltooid in gang gezet onder de regering van Nectanebo II. De tempel van Astarte werd hersteld onder Ptolemaeus IV.

## Archeologie
Bij de tempel van Amon zijn zes koningsgraven gevonden: Psusennes I en Amenemope uit de 21e dynastie van Egypte en Sjosjenq II, Takelot II, Osorkon II en Sjosjenq III uit de 22e dynastie van Egypte.
In de stad werden opgravingen verricht door Auguste Mariette in 1860 tot 1880, door Flinders Petrie in 1883 tot 1886, Pierre Montet in 1921 tot 1951. Tegenwoordig is een Frans team bezig met opgraven.
Blokken van het Oude Rijk, Middenrijk en Nieuwe Rijk kunnen onderscheiden worden en zijn hergebruikt in tempels onder Psusennes I en andere heersers.

## Religie en tempels
Binnen een grote en dikke kleistenen omheiningsmuur lagen verschillende bouwwerken (nu ruïnes): Tempel van Amon, tempel van Horus, tempel van Nectanebo I en een heilig meer. Buiten dit complex lag nog de tempel van Moet, die hier met Khonsu en Astarte werd vereerd.

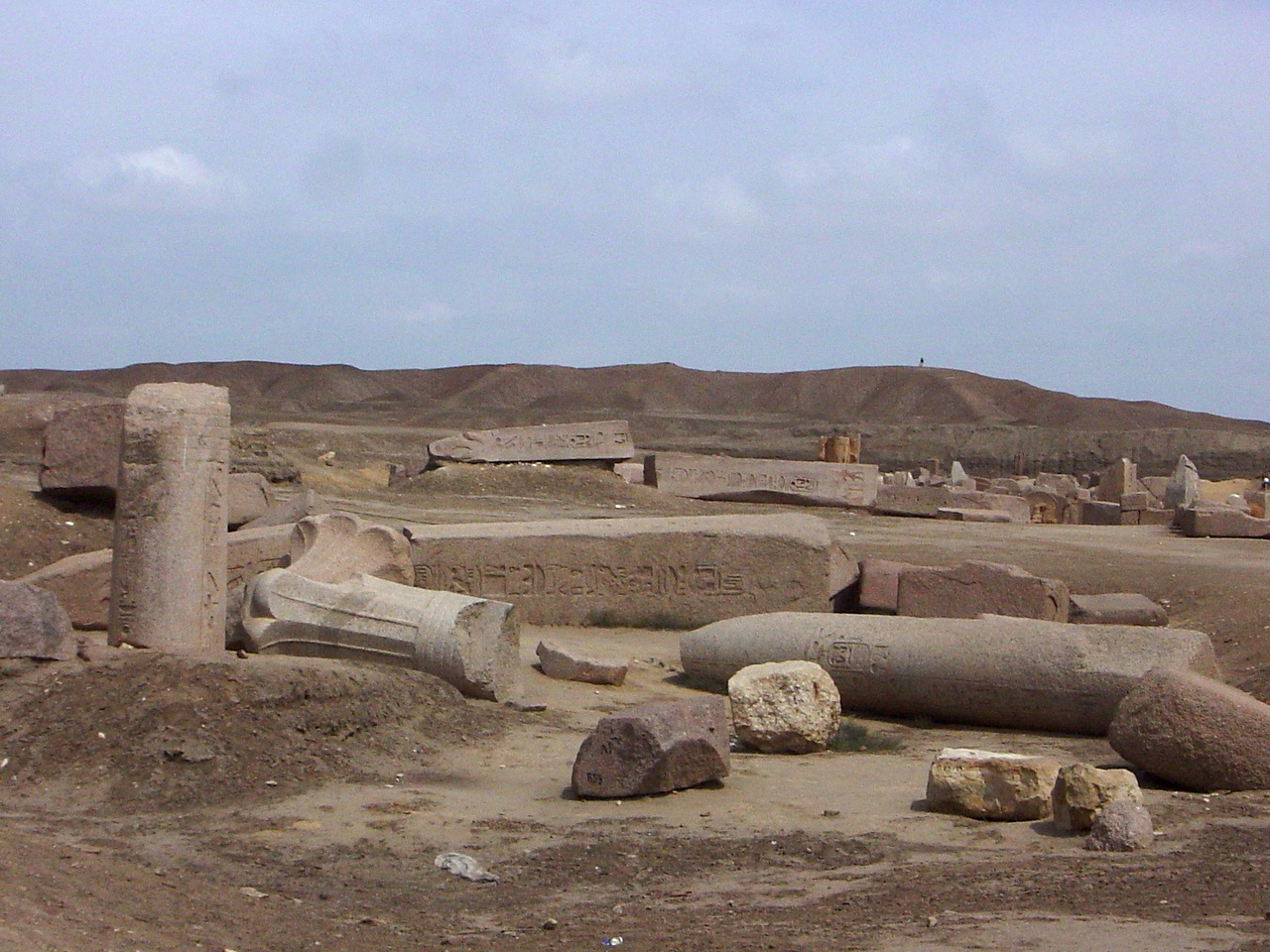
Ruïnes van Tanis